# Lăpușel
Lăpușel – wieś w Rumunii, w okręgu Marmarosz, w gminie Recea. W 2011 roku liczyła 1446 mieszkańców.